# روسودان
روسودان ملکهٔ گرجستان (به انگلیسی: Rusudan) (دوران حکومت ۶۴۵-۶۲۰ ه ق) بود. جلال‌الدین خوارزمشاه در زمان حکمرانی او دو بار به گرجستان حمله کرد. بار نخست در سال ۶۲۲ بود که بر قشون گرجی به رهبری ایوانی غلبه یافت ولی قبل از تصرف تفلیس چون شنید گروهی از مردم تبریز به طرفداری از اتابکان آذربایجان قیام کردند و هواداران او را کشتند به آذربایجان بازگشت.
بار دوم ملکه به تلافی شکست‌های گذشته سپاهی از طوایف گرجی و ارمنی و الان و سریر و لزگی و قبچاقی و سوان به تعداد ۴۰۰۰۰ نفر فراهم کرد. اما جلال‌الدین توانست ترکان قبچاقی را از جنگیدن منصرف کند و در جنگ تن به تن سردار ملکه ایوانی و سه پسر او را کشت و سپاه گرجی منهزم شد. جلال‌الدین به شهر تفلیس وارد شد و شهر مورد قتل و غارت سپاه او قرار گرفت.
در زمان حمله مغول جرماغون نویان و سرداران او تمامی گرجستان را که در آن زمان تحت فرمانروایی ملکه رسودان بود ویران کردند اما ملکه رسودان توانست از دست آنها بگریزد.